# Милевский, Мирослав
Мирослав Милевский (пол. Mirosław Milewski; 1 мая 1928, Липск — 23 февраля 2008, Варшава) — польский военный, государственный и политический деятель времён ПНР. Член политбюро и секретарь ЦК ПОРП, министр внутренних дел ПНР в 1980—1981, генерал.

## Происхождение
Родился в семье провинциальной интеллигенции. Его отец, Болеслав Милевский, работал в кредитном кооперативе и содержал мастерскую. Мать, Анастасия Милевская, была сельской учительницей. Семейное воспитание было основано на принципах католической религии. Болеслав Милевский возглавлял в Липске организацию Католическая акция. В 1939 году окончил второй класс общей средней школы.
Во время нацистской оккупации, будучи подростком, работал вместе с отцом в магазине. В 1943 его родители и сестра были взяты в заложники и казнены оккупантами. По некоторым данным, Анастасия Милевская была связной Армии Крайовой (АК).

## Послевоенная карьера
В июле 1944 стал солдатом Красной Армии, с октября включился в деятельность Смерш на территории Польши. Поступил на службу в Августовское управление охраны Министерства общественной безопасности (МОБ). С 1945 состоял в правящей коммунистической Польской рабочей партии, с 1948 член ПОРП. Несмотря на свою молодость, считался ценным сотрудником МОБ. Участвовал в подавлении антикоммунистического повстанческого движения, в том числе “Августовской облаве” в июле 1945, в акциях против политической оппозиции и арестах бойцов АК. 
С марта 1946 учился на годичных курсах подготовки офицеров общественной безопасности.
До начала 1960-х служил на различных должностях в Августовском повятском, Белостокском воеводском (в 1946-1955) и Варшавском управлениях МОБ, затем в Комитете общественной безопасности, а с 1956 – в комендатурах гражданской милиции и управлениях Службы безопасности (СБ). 1 сентября 1959 года занял должность начальника II отдела III департамента  (по борьбе с антигосударственной деятельностью) МВД. Все посты – в подразделениях экономического и промышленного контроля, сельской инспекции и политического сыска. 
В ноябре 1962 в звании майора милиции переведён в центральный аппарат МВД. До 1969 был заместителем начальника I департамента МВД (разведка). В январе 1969 – январе 1971 – начальник I департамента.
При правлении Владислава Гомулки политически ориентировался на неофициальную фракцию «партизан» Мечислава Мочара в руководстве ПОРП. С тем отличием, что он был сторонником «реального социализма» и коммунистического государства в «обычном» варианте, без национал-коммунистического уклона.
Его служебному подъёму способствовали события 1970/1971. Отставка Гомулки и утверждение Эдварда Герека первым секретарём ЦК ПОРП изменили кадровое положение в партии и всех силовых министерствах. 25 января 1971 М. Милевский был назначен заместителем министра внутренних дел. С октября того же года – генерал бригады, с декабря – кандидат в члены ЦК ПОРП. В октябре 1979 ему присвоено звание генерала дивизии.
По мнению ряда исследователей, глава МВД Станислав Ковальчик лишь формально возглавлял министерство, тогда как все важные решения принимались Милевским. Он тесно взаимодействовал с секретарём ЦК по административным органам Станиславом Каней, считался его креатурой во внутрипартийных раскладах.
В 1970-е Милевский был одним из организаторов Дела «Железо» – криминальных операций польской разведки в западноевропейских странах. Полученные в результате афер золотые вещи, предметы антиквариата, иные ценности предназначались для финансирования разведывательных операций. Однако, согласно более поздним показаниям самого Милевского, часть из них была присвоена семействами партийной верхушки.
Был членом и активным деятелем ветеранской организации «Союз борцов за свободу и демократию», в 1974-1985 – член Центрального Совета, в 1979-1985 – заместитель председателя Правления.
С самого начала своей карьеры Милевский был особенно тесно связан с СССР и советскими силовыми структурами. Поддерживал отношения семейной дружбы с офицерами советских спецслужб в Польше.

## Пик карьеры
В августе 1980 в Польше поднялось беспрецедентно мощное забастовочное движение, приведшее к созданию профсоюза «Солидарность». Произошла смена партийно-государственного руководства. Вместо Эдварда Герека первым секретарём ЦК ПОРП стал Станислав Каня, что способствовало карьерному росту Милевского.
С самого начала событий стоял на позициях «партийного бетона» (догматического и ортодоксального течения в партии), выступал за силовое подавление «Солидарности». 24 августа 1980 он был избран в состав ЦК ПОРП и включён в комиссию, которой поручалось подготовить план силовых действий.
8 октября 1980 назначен министром внутренних дел ПНР. Месяц спустя, на заседании политбюро ЦК ПОРП 8 ноября, генерал Милевский вместе с секретарём ЦК по идеологии Стефаном Ольшовским настаивал на установлении военного правления в стране. Несколькими днями ранее заместитель Милевского и начальник СБ Богуслав Стахура распорядился готовить лагеря для интернированных.
В министерских отчётах партийному руководству М. Милевский указывал на «нарастание прозападной опасности от „Солидарности“ и КОС-КОР». Отдельным направлением организовал слежку за членами ПОРП, связанными с «горизонтальными структурами» партии. Категорически отказывался легализовать профсоюз сотрудников гражданской милиции. Настаивал на жёстком курсе и силовых мерах против оппозиции. В связке с Тадеушем Грабским, Стефаном Ольшовским, Анджеем Жабиньским, Станиславом Кочёлеком, Владиславом Кручеком формировал в руководстве ПОРП влиятельный «бетонный блок». Пользовался активной поддержкой догматичных активистов из «неформального „бетона“», типа Катовицкого партийного форума (KFP) и ассоциации «Реальность».
На IX съезде ПОРП в июле 1981 был включён в состав политбюро ЦК ПОРП и назначен секретарём ЦК, также председателем Комиссии по законности и правопорядку ЦК ПОРП. В высшем партийном руководстве курировал силовые структуры. В МВД его директивы реализовывались через заместителей министра генерала Стахуру и генерала А. Кшиштопорского, начальника СБ генерала В. Цястоня, начальника III департамента МВД (по борьбе с антигосударственной деятельностью) полковника Г. Вальчиньского, начальника IV департамента МВД (по контролю над церковью) генерала З. Платека. В то же время во главе МВД его сменил Чеслав Кищак, давний служебно-ведомственный конкурент и личный противник.
Позиции Милевского ослаблялись быстрым политическим усилением представителей армейского командования. 18 октября 1981 первым секретарём ЦК ПОРП был утверждён генерал армии Войцех Ярузельский (к тому времени уже председатель Совета министров и министр национальной обороны). Ярузельский осуществлял руководство органами МВД через министра Кищака, в обход Милевского. В частности, Ярузельского не устраивала демонстративная близость Милевского с представителями спецслужб государств Варшавского договора (КГБ СССР, Штази ГДР, КДС НРБ) – в этом усматривались амбициозные претензии на собственную внешнюю политику. Отношения между министерством обороны и МВД, и прежде далёкие от идиллии, серьёзно осложнились.

## Военное положение
13 декабря 1981 в Польше было введено военное положение. Власть перешла к Военному совету национального спасения во главе с генералом Ярузельским. Генерал Милевский был одним из инициаторов этого решения и стал одной из ключевых фигур военно-партийного руководства. 
Под его руководством в жёстких формах осуществлялось подавление оппозиционного движения. Как партийный куратор МВД, он осуществлял политическое руководство частями ЗОМО. С его санкции действовали спецгруппы СБ МВД по типу «эскадронов смерти». Одна из таких групп совершила убийство капеллана «Солидарности» ксендза Ежи Попелушко.
До середины 1980-х принадлежал к правящей группе генерала Ярузельского, которая неофициально именовалась «Директорией». Невзирая на расхождения в позициях, неукоснительно выполнял указания Ярузельского. Так, в конце 1982 он участвовал в ликвидации идеологически близкой ему ассоциации «Реальность» Тадеуша Грабского. В то же время укреплял собственные аппаратные позиции. Именно Милевский в мае того же 1982 настоял на отставке реформистски настроенного первого секретаря Познанского воеводского комитета ПОРП Эдварда Скшипчака, после чего в регионе возросло политическое влияние коменданта милиции полковника Г. Зашкевича, с которым Милевский был в давних приятельских отношениях.
Характерной чертой его политики являлось всемерное укрепление собственных позиций на малой родине в Липске. Город называли «прижизненным памятником Милевскому». Одна из липских школ названа именем его матери. На памятнике перед зданием школы была выгравирована благодарственная надпись Мирославу Милевскому и перечислены его заслуги перед Липском (по этому поводу в адрес генерала Стахуры было направлено критическое анонимное письмо).

## Отстранение от власти
После отмены военного положения в 1983 Ярузельский взял курс на политические компромиссы, предполагавшие осторожное смягчение режима. В этих условиях Милевский с его жёсткой репрессивной позицией и идеологическим догматизмом начинал мешать. Ярузельский характеризовал Милевского как «тёмную личность». Крайне напряжёнными сохранялись отношения Милевского с близким соратником Ярузельского министром МВД Кищаком. В аппаратной борьбе с министром внутренних дел Милевский попытался использовать гибель Гжегожа Пшемыка, но не достиг успеха.
Предлогом для отстранения Милевского стало убийство Ежи Попелушко. На суде главарь убийц капитан СБ Гжегож Пиотровский ссылался на политические установки Милевского. На этом основании в 1985 М. Милевский и группа его единомышленников были сняты со всех партийных и государственных постов.
Вскоре после этого он был привлечён к партийной ответственности. Первоначально ему предъявлялось обвинение в допущении убийства Попелушко, но очень скоро основной разговор перешёл на «Дело “Железо”». Деятельность МВД 1970-х стала предметом расследования. Руководил проверкой руководитель Службы разведки и контрразведки, заместитель министра внутренних дел генерал Владислав Пожога, ближайший сподвижник Кищака. На допросе в специальной комиссии Политбюро ЦК М. Милевский заявил, что «есть вещи, которые начальник разведки уносит с собой в могилу», отказавшись отвечать на ряд вопросов. В личных письмах Ярузельскому (остававшихся без ответа) он напоминал о своих прежних заслугах, выражал преданность руководству, но просил «избавить от прямого разговора с товарищем Кищаком», перед которым был готов «извиниться в Вашем присутствии». На допросах он утверждал, будто криминальные операции в Европе совершались в государственных интересах, не признавал собственной материальной корысти, настаивал, что имевшиеся в доме золотые вещи он приобретал на законных основаниях. Увольнение из МВД и исключение из партии (в 1986) стало для него большим эмоциональным потрясением, вплоть до публичных слёз.
Функции Милевского в партийном руководстве перешли к генералу Кищаку (бывшему подчинённому, который, помимо прочего, сводил с Милевским прежние личные и служебные счёты). Однако к уголовной ответственности в ПНР Милевский не привлекался.

## Конец жизни
В 1990, после смены общественно-политического строя Польши, он был арестован и предстал перед судом за участие в репрессиях 1940-х годов. Однако суд счёл недостаточной доказательную базу обвинения, а также учёл возраст и состояние здоровья подсудимого. Милевский был освобождён за недостаточностью улик. В 1997–2001 обвинялся в организации репрессий против боевиков Армии Крайовой в 1940-е годы, был признан невиновным.
До конца жизни он оставался почётным гражданином Липска: земляки были благодарны ему за материальную помощь городу и горожанам.
Существует предположение, что снисходительное отношение к Милевскому объяснялось распространением на него конфиденциальных договорённостей о гарантиях, заключённых в ходе бесед в Магдаленке и на Круглом Столе.
Скончался в возрасте 79 лет.

## Роль и оценки
Считается в Польше одним из олицетворений коммунистического догматизма, бюрократической диктатуры и полицейского террора. Некоторые выражали сожаление, что он, в отличие от непосредственных убийц Ежи Попелушко, избежал уголовной ответственности. Его политический курс объективно вёл к жёсткому противостоянию в стране. Поэтому его отстранение признаётся одной из заслуг Войцеха Ярузельского, безотносительно побудительных мотивов этого шага.
В редких беседах с журналистами отрицал свою роль в репрессиях, особенно в убийстве Попелушко — при том, что ответственность Милевского подтвердил генерал Кищак. Свою биографию объяснял как следствие трудной истории Польши второй половины XX века.